# Emil Richards
Emil Richards (* 2. September 1932 in Hartford, Connecticut; geboren als Emilio Joseph Radocchia; † 14. Dezember 2019)  war ein US-amerikanischer Jazz-Perkussionist. Richards' bevorzugtes Instrument war das Vibraphon, er beherrschte jedoch auch Marimbaphon, Lamellophon, Pauke und ausgefallene Perkussionsinstrumente aus der ganzen Welt, von denen er eine große Sammlung besaß.
Neben seiner Solokarriere arbeitete er  als Live- und Studiomusiker unter anderem mit Frank Zappa, Hugh Masekela, Frank Sinatra, Perry Como, Dizzy Gillespie, Judy Garland, Sarah Vaughan und Doris Day zusammen. Außerdem wirkte er an zahlreichen Filmmusiken und Soundtracks von TV-Serien mit.
Als ersten großen musikalischen Einfluss bezeichnete Richards die Langspielplatten des Vibraphonvirtuosen Lionel Hampton, mit deren Hilfe er seine eigenen musikalischen Fähigkeiten trainierte.

## Jugend und frühe Karriere bis 1959
Emil Richards, der in Hartford, Connecticut geboren wurde und aufwuchs, begann im Alter von sechs Jahren mit dem Xylophonspiel. Zur gleichen Zeit freundete er sich mit seinem Klassenkameraden Joe Porcaro an, der später selbst ein erfolgreicher Jazz-Schlagzeuger und Perkussionist wurde und bei vielen Projekten mit Richards zusammengearbeitet hat. Schon als Kind lernte er im Studio seines Musiklehrers Adolf Cardello bekannte Schlagzeuger wie Gene Krupa, Cozy Cole, Gus Johnson und sein Idol Lionel Hampton persönlich kennen.
Als Jugendlicher spielte er beim Hartford Symphony Orchestra zeitweise unter der musikalischen Leitung von Fritz Mahler und besuchte von 1949 bis 1952 die Hartt School of Music, die seit 1957 zur University of Hartford gehört.
Nach seinem zweiten Collegejahr wurde Richards im Jahr 1953 in die US Army eingezogen und verbrachte seine Dienstzeit als zweiter Bandleader in einem in Japan stationierten Armee-Orchester. Zu dieser Zeit lernte er auch die japanische Pianistin Toshiko Akiyoshi, den Jazz-Saxophonisten Sadao Watanabe und den Schlagzeuger J. C. Heard kennen, der damals in Japan lebte, und spielte mit ihnen zusammen.
Nach seiner Rückkehr zog Richards im Jahr 1955 nach New York, wo er zunächst mit Ed Shaughnessy, Charles Mingus und Flip Phillips in einem Quartett spielte, bevor er für mehrere Jahre das Vibraphon in George Shearings Jazzquintett übernahm und dort u. a. mit Toots Thielemans, Percy Brice, Armando Peraza und Al McKibbon zusammen spielte. Richards betont, dass er niemals mehr über afro-kubanische Musik gelernt habe als zu dieser Zeit mit Al McKibbon als Lehrmeister, der seinerseits auf früheren Tourneen viel von Chano Pozo gelernt habe.
Durch die Empfehlung eines befreundeten Schlagzeugers machte Richards erste Erfahrungen als Studiomusiker und wirkte u. a. bei Plattenaufnahmen für Perry Como mit. Weitere Aufnahmen folgten mit Mongo Santamaría und seinem Bandleader George Shearing, der Richards auf der LP In The Night von 1958 mit dem Eröffnungsstück From Rags to Richards seine Reverenz erwies.

## Karriere ab 1959
Im Jahr 1959 zog Richards nach Los Angeles und schloss sich zunächst dem Paul Horn Quintet an. In den 1960er bzw. 70er Jahren tourte er mit so unterschiedlichen Musikern wie Frank Sinatra, Frank Zappa, George Harrison und Ravi Shankar. Mit diesen Musikern arbeitete er auch im Aufnahmestudio. So ist Richards bspw. auf Zappas erster Solo-LP Lumpy Gravy und auf Sinatras Live-Alben aus Paris und Tokio aus dem Jahr 1962 zu hören. Nach der Rückkehr von Sinatras Welttournee 1962 arbeitete er u. a. für die Beach Boys, Bing Crosby, Ray Charles und Nat King Cole. In den folgenden Jahrzehnten reiste Richards häufig nach Südamerika, Asien, Europa und in die Karibik, um dort die lokale Musik zu studieren und neue Instrumente für seine Sammlung zu finden. Mitte der 60er Jahre war Richards vor allem stark an indischen Rhythmen interessiert, die er u. a. durch Harihar Rao kennengelernt hatte. Dieses Interesse mündete 1965, zusammen mit Don Ellis,  in der Gründung des Hindustani Jazz Sextets. Daneben war er in den folgenden Jahrzehnten einer der gefragtesten Studiomusiker im Bereich der Perkussionsmusik und arbeitete mit Musikern verschiedenster Musikgenres zusammen.
Ab 1963 war Richards mit dem Pionier mikrotonaler Musik und Instrumentenbauer Harry Partch befreundet. Er half ihm bei dessen Umzug nach Los Angeles im folgenden Jahr und unterstützte ihn regelmäßig bei seinen Bühnenpräsentationen. In der Folge experimentierte Richards selbst mit mikrotonaler Musik, z. B. auf den beiden Alben Journey To Bliss von 1968 und Spirit Of 1976 von 1969. Ab den 1990er Jahren veröffentlichte Richards weitere Solo-LPs – diesmal aus dem Bereich des Latin Jazz, u. a. mit seinen alten Freunden Dave MacKay, Francisco Aguabella und Joe Porcaro. Auf Ritmico Mondo – Wonderful World of Percussion von 1994 präsentierte er viele der Instrumente seiner Sammlung, indem er sich – unter Mithilfe von bis zu 25 Overdubs – selbst begleitete, und so die Möglichkeiten perkussiver Musik demonstrierte.
Richards wirkte bei mehr als 25 Oscar-Verleihungen als Musiker mit und war Studiomusiker bei der Aufnahme zahlreicher Soundtracks von TV-Serien und Kinofilmen, so z. B. bei den Serien Familie Feuerstein, Bonanza, Falcon Crest, Kobra, übernehmen Sie, Cagney & Lacey, Der Denver-Clan, Beavis and Butt-Head und den Filmmusiken von Fluch der Karibik, Indiana Jones und der Tempel des Todes, Waterworld, Ghostbusters – Die Geisterjäger, Jede Menge Ärger, Poltergeist, der Star-Trek- und der Planet-der-Affen-Filme. Insgesamt soll Richards an über 1350 Film- und TV-Soundtracks beteiligt gewesen sein.
Richards spielte in der Regel auf Instrumenten seiner Sponsoren Paiste und Yamaha, wenn er nicht eines der zahlreichen Instrumente aus seiner Sammlung einsetzte. Er wurde mehrfach von der National Academy of Recording Arts and Sciences für seine Verdienste als Studiomusiker ausgezeichnet und im Jahr 1994 in die Hall of Fame der Percussive Arts Society aufgenommen.

## Diskographie (Auswahl)
Als Emil Richards
- Yazz Per Favore (1961, CD: 2002), mit Al McKibbon, Paul Moer, Francisco Aguabella et al. als Emil Richards' Yazz Band
- New Time Element (1967)
- Journey To Bliss (1968, Impulse! Records) als Emil Richards & the Microtonal Blues Band
- Spirit Of 1976 (1969, Impulse! Records)
- Wonderful World of Percussion (1994, Interworld Music)
- Ritmico Mondo – Wonderful World of Percussion (1994, Interworld Music)
- Luntana (1996, Interworld Music), mit Joe Porcaro, Francisco Aguabella, Al McKibbon, Chuck Domanico und Dave MacKay
- Calamari - Live Jazz at Rocco's (2000, Emil Richards Music), mit Joe Porcaro
- Emil Richards With the Jazz Knights (2000, Emil Richards Music), mit der West Point Army Jazz Band
- Maui Jazz Quartet - featuring Emil Richards (2006, Emil Richards Music)

Beteiligung als Studio- bzw. Live-Musiker u. a. auf
- In the Night (1958, Capitol Jazz) als festes Mitglied von George Shearings Sextett
- Mongo (1959) von Mongo Santamaría
- Ring-a-Ding-Ding! (1961, Reprise Records) von Frank Sinatra
- The New Continent (1962, Limelight Records) von Dizzy Gillespie
- Sinatra & Sextet: Live in Paris (1962 aufgenommen, 1994 bei Reprise erschienen) von Frank Sinatra
- Lumpy Gravy (1968, Rykodisc) von Frank Zappa
- Let’s Get It On (1973, Motown) von Marvin Gaye
- The Man Incognito (1975, Blue Note Records) von Alphonse Mouzon
- George Harrison (1979, Dark Horse) von George Harrison
- Autoamerican (1980, Chrysalis Records) von Blondie
- Brasil '88 (1986, RCA Records) von Sérgio Mendes
- Winter Light (1994, Elektra Records) von Linda Ronstadt
- Misses (1996, Reprise Records) von Joni Mitchell
- Basie and Beyond (2000, Warner Bros.) von Quincy Jones
- Ultimate Jaco Pastorius (2007, Mosaic Contemporary) von Jaco Pastorius
- Christmas Hits & Duos (2008, Verve Records) von Diana Krall